# 기아 네오마티나
기아 네오마티나는 기아자동차와 아시아자동차가 함께 생산할 예정인 SUV 차량이었으나 시판되지 못한 채 컨셉카로만 남은 차량이다.